# Солонечно-Талое
Солонечно-Талое — деревня в Вершино-Рыбинском сельском поселении Партизанского района Красноярского края России.
Населённый пункт расположен в 230 километрах от Красноярска.
В деревне расположены элеватор, зерносклад и механизированная колонна. Ранее была молочная ферма, но в настоящее время она разрушена до основания.
В Солонечно-Талом базируются бригада обслуживания железной дороги Красноярск — Абакан ч/з Саянскую, по станции Кравченко и бригада охраны Манского тоннеля на перегоне Кравченко — Лукашевич.
Вокруг населённого пункта расположены сельскохозяйственные угодья и пастбища.

## Население
| 2010 |
| ---- |
| 358  |

## История

### XIX век
По данным «Памятной книжки Енисейской губернии» за 1903 год Солонечно-Талое появилось в 1892 году. Переселенцы в Партизанский район ехали из Тульской и Вятской, Черниговской и Полтавской, Пермской, Гродненской и Виленской, Лифляндской и Эстляндской губерний. До революции 1917 года Солонечно-Талое входило в Рыбинскую волость, Енисейской губернии.  В 1847 году население в основном занималось земледелием, скотоводством и народными промыслами.
В 1892 году в Перовской волости, Канского уезда, Енисейской губернии началась застройка переселенческого участка, новосёлы облюбовали место на небольшой возвышенности, окружённое с обеих сторон солонцовыми болотами. Рядом протекала речка Талая, которая не замерзала даже зимой в лютые морозы. Отсюда и название деревни Солонечно-Талое. А уже  1893 год стал годом активного заселения деревни. Первыми свои дома срубили братья Егор и Филат Семешевы, а также братья Дмитрий, и Кондрат Кузнецовы. Дом Дмитрия Кузнецова сохранился до наших дней. (в 2013 году в нём проживала семья Владимира и Елены Бордок).

### Первые годы после Великой Октябрьской социалистической революции

#### Заманская Степно-Баджейская партизанская республика
Степно-Баджейская партизанская республика (декабрь 1918 г. – июнь 1919 г.) – самопровозглашённое территориально-административное образование на юге Енисейской губернии (ныне территория Красноярского края). Республика была создана на землях Степно-Баджейской волости в горно-таёжной местности за рекой Мана.

#### Борьба с Колчаком
Летом 1918 года в деревне Солонечно-Талое велись  ожесточённые бои между колчаковцами и партизанами из Красной Армии. Многие сельчане ушли в партизаны по причине жестоких расправ над населением, которые чинили подчинённые атамана Б.В. Анненкова.  Константин Матвеевич Мягких житель Солонечно-Талой помогал партизанам, ездил в самые опасные разведки, выполнял ответственные задания. Кто бы мог подумать, что седенький сгорбленный старичок является разведчиком помогающим партизанам Красной Армии, за что был схвачен на улице летом 1918 года, увезён в Уяр, где ему отрубили голову.  Василий Перфильевич Вшивков отец 10 детей построил дом на 18 окон. В период колчаковщины в нём находился штаб белых. Приходили большевики – также занимали дом под штаб. Летом 1918 г., после свержения советской власти в Сибири, сюда бежали большевики, бывшие советские работники и красногвардейцы.
В ноябре 1918 года в Солонечно-Талое прибыл Александр Диомидович Кравченко для организации из жителей деревни партизанского отряда в помощь Красному Заманью.
Командиру партизанского отряда Красной Армии Сабаеву поручили уничтожить небольшой отряд белых в посёлке Кой. Сабаев решил вначале разбить белых в селе Вершино–Рыбное. На белых напали внезапно. Захватили центр села, а также много вооружения, пулемёты. Белые в панике разбежались. Но вскоре опомнились и начали окружать село. Потеряв 40 человек, партизаны отступили в село Солонечно-Талое. Белогвардейцы начали обстреливать село из орудий. Силы были неравные и партизаны ушли в тайгу через посёлок Кой и далее по реке Мана к Выезжему Логу. Далее, встретившись с Баджейскими партизанами, ушли через тайгу в Минусинск (там, где проходили партизаны в настоящее время пролегла железная дорога Абакан – Тайшет, построенная в 1967 году).
В период обстрела деревни Солонечно-Талое детей посадили на подводы и увезли на поля — на заимку за деревней. Белогвардейцы вступили в Солонечно-Талое. За поддержку партизан начались расправы. Расстрелы, повешение, били плетями и шомполами. Вшивкова Савелия Васильевича избили плетями. Штаб белых расположился в доме Мягких Константина Матвеевича, а отряд преследовал партизан. Те успели уйти. Столкновений не было. 
В посёлке Кой жители забрали скот и ушли в тайгу за реку Мана. Белогвардейцы поймали мальчика лет 12, вынудили рассказать, куда ушли жители. Он водил их по лесу в другом направлении. Однако белым удалось найти жителей, их погнали в деревню, по дороге некоторые сбежали, в том числе и  Медведева А.. В итоге белые бросили мальчика в костёр, сожгли деревню, очевидно со злобы, что не могли догнать партизан.
К лету 1918 года Красная Армия освободила город Омск, город Новосибирск (Ново-Николаевск), следующий был город Красноярск. Колчаковцы отступали. В Солонечно-Талое в одно утро согнали скот в один двор, хотели угнать с собой. Но какой–то смельчак открыл задние ворота и скот разбежался. Улица, на которой жило много партизан, называлась Верхним краем. Постройки здесь были хорошие. С них колчаковцы и начали поджигать. Первый дом  Ивана Васильевича Вшивкова (старшего). Его сын Григорий Иванович был партизаном. Заложили взрывчатку, при взрыве вылетели окна, дом загорелся. Следующим был дом Ястребовых. Поджигали со двора, а дворы были крыты соломой. Всю улицу охватило пламя. Горели дома не только партизан, но и других жителей. Несмотря на то, что в  доме Мягких был штаб, вся усадьба сгорела. 
Более половины деревни сгорело. Вечером скот вернулся, а дворов нет. На месте амбаров дымились кучи пшеницы.
В декабре 1918 года партизаны восстановили в Перовской волости Советскую власть. В первых числах января 1919 года у деревни Новониколаевка состоялся бой партизан с карательным отрядом колчаковцев. Белые были вынуждены отступить с потерями. Погибших в бою сельчан похоронили в братской могиле на центральной площади села Перово. Первоначально на братской могиле был установлен скромный деревянный обелиск.
В 1920 году приехали те жители Солонечно-Талой, что ушли с партизанами в Минусинск. Это время было периодом безвластия. Началось сведение счетов. Осенью 1920 года ночью забрали 5 человек, в том числе Ивана Васильевича Вшивкова – старшего и его сына Григория Ивановича Вшивкова (был в партизанах), Мягких Сергея Матвеевича (бывшего партизана), который жил у своего дяди – Пономарёва Сергея – его тоже, пятого не помним. Затем они подъехали к шестому – Лушникову. В это время он находился на чердаке с винтовкой, жена открыла двери и быстро ушла. Лушников предупредил, кто первый откроет, будет убит. Никто не рискнул перешагнуть порог. Как позднее узнали, в этом разбойном нападении принимали участие из села Партизанское: Турбаков, Гралов, из Солонечно-Талой: Гуляев, Терёхин, Лесин и др. Вскоре везли по улице на санях мёртвых, с выставившимися из саней голыми ногами. Дед Константин Матвеевич Мягких –  немного не дожил, до похорон своего племянника, уничтоженного теми, кому помогал в период партизанского движения.
В 1918–1920-е годы руководил контрреволюцией в Западной и Восточной Сибири со столицей в городе Омске. Стоял во главе так называемого Омского правительства. От Омска до Владивостока Советская власть была свергнута. В Забайкалье частями контрреволюции командовал генерал–лейтенант Григорий Михайлович Семёнов. Руководителей Советской власти, кто не успел скрыться, расстреляли. Красноярские руководители ушли на теплоходе в Игарку но были настигнуты возвращены в Красноярск и расстреляны – это Григорий Вейнбаум, Ада Лебедева, Адольф Перенсон – уроженец Нарвы и д. р.
Население не подчинялось новой власти. Налоги не платили. Из армии Колчака началось дезертирство. Возникли партизанские отряды. Вскоре партизаны объявили Енисейскую губернию на осадном положении. В ноябре 1918 года партизаны под руководством Александра Диомидовича Кравченко сосредоточились в деревне Степной Баджей, куда позднее прибыл отряд из Ачинска под руководством Петра Ефимовича Щетинкина. Партизаны вели активные боевые действия. В селе 1919 года прошёл съезд красных партизан армий Кравченко и Щетинкина в здании церковно–приходской школы. К маю 1919 года партизанский отряд насчитывал 3276 бойцов. Колчаковцы решили уничтожить партизанское движение и 12-тысячный корпус под командованием генерал-лейтенанта Сергея Николаевича Розанова начал наступление на Степной Баджей. Партизаны 15 Июня 1919 года покинули Степной Баджей и ушли в Минусинский уезд. Баджейская республика просуществовала 7 месяцев и 8 дней.
Вскоре партизанские отряды перешли в наступление. 4 Января 1920 года партизаны Щетинкина вступили в город Ачинск, а 8 Января 1920 года партизанская армия Кравченко соединилась с Красной Армией. Развалу Колчаковского фронта помогло и то, что прекратилось снабжение из-за границы.

### 1920-е годы
В 1920 году на окраине деревни Талой (200–300 метрах от домов) крестьяне построили амбар, который назвали Мангазен, и куда осенью засыпали семенное зерно для хранения на случай неурожая. За Мангазеном, в 500 метрах расположилось кладбище. Деревня была огорожена забором от посевных полей. Каждому крестьянину выделялся участок изгороди, за которой тот обязан был ухаживать, ремонтировать каждую весну. На ручье Талый был построен пруд и мельница. Мельником был Нифонтов Афанасий Семёнович. В 1929 году Нифонтов был раскулачен и сослан в деревню Ушканку. Его супруга приходилась сродной сестрой нашей мамы. В 1930 года дамбу размыло, и вода ушла, а мельницу растащили до основания. В настоящее время пруд восстановлен, но в меньших размерах и без мельницы. Ниже деревни Солонечно-Талой мужик (Александр Олексович Григорьев), эстонец по национальности, построил небольшое водохранилище, запустил туда рыбу, построил здание, где поставил шерстобитку катальную машину, которую приводила в действие вода. Здесь катали  тонкое шерстяное полотно. Из него шили брюки и верхнюю одежду однорядку.
В 1922-1923 годы жители Солонечно-Талой начали строиться на сгоревших усадьбах заново. Все работы производились вручную.
В 1922 году Советское правительство объявило НЭП (Новая экономическая политика). Разрешалась частная собственность. Стали выпускать сельскохозяйственный инвентарь, товары народного потребления. В деревнях были открыты пункты по приёму молока, мяса, яиц, шерсти, кожи, крупнорогатого скота. Были организованы машинные товарищества. Крестьянам в долг отпускали сельскохозяйственный инвентарь: косилки, грабли, молотилки, веялки, бороны, плуги. Весь сельскохозяйственный инвентарь обслуживался тяговой силой – лошадями. Некоторые крестьяне организовывались группами 315 семей, некоторые работали в одиночку.
Крестьяне приобретали у государства жнейку, сенокосилку. Работали сообща, быстро проводили сеноуборку. За аренду техники с государством рассчитывались зерном, молоком, мясом. Оставшееся зерно засыпали в свои амбары.  Хлеба, овощей хватало на год. Для крестьян стало большим облегчением то, что теперь не нужно было возить сено сушить и молотить. Но эти льготы были недолго.
В 1925 году в Солонечно-Талой не было школы, клуба, библиотеки, почты. Был один магазин и сборня (сельсовет). Население в основном было неграмотное. Малограмотные могли только расписаться. Неграмотные ставили вместо росписи крест. Около 80% населения были староверческой веры, остальные православные. Церкви не было, а был староверческий молельный дом, где проводили молитвенные обряды, молодожёны венчались. Медицина была слабой. Один фельдшер Василий Иванович Смоляков был на всю Вершино–Рыбинскую волость, это более десяти деревень. Проживал он в село Вершино–Рыбное. Лекарств в то время не было. Свирепствовала оспа, которая унесла много жизней, особенно детей. В основном пользовались знахарями.
В деревне была небольшая партийная организация, в 1927 году образовалась комсомольская организация. Секретарём была Семёнова А.. В комсомол в основном вступала молодёжь из бедных семей. А в школе организовывались пионерские отряды. Комсомольцы и пионеры проводили собрания. Обсуждали вопросы ликвидации неграмотности и антирелигиозную агитацию среди населения. Комсомол вначале именовался КИМ – (коммунистический интернационал молодёжи). Позднее стал ВЛКСМ.
В 1928 году начали устанавливать радио и впервые привезли кино. Его называли живое кино. Кино было без звука, его называли немым. Под изображением шли субтитры, в коих объяснялось суть картины. Чтобы освещать киноленту, рядом на скамейке устанавливали динамо.
В 1928–1929 годах из районного центра села Партизанское стала ездить бригада врачей. Фельдшер Мария Дмитриевна Лукьяненко и её коллега Василий Иванович Смоляков много лет на селе были медиками, про которых говорили: «И спец, и жнец, и на дуде игрец!» Стали проводить медосмотр. Кого обнаружили больным – лечили. Детям стали делать прививки. Вскоре оспа прекратила свирепствовать. К 1935 году эту коварную болезнь ликвидировали.
В деревне крестьяне не могли жить без деревенских мастеров. В деревне мастеровых называли по ремеслу, редко по фамилии. Кирпич делал кирпичник, печи складывал печник, сбрую для лошадей шил шорник, валенки катал пимокат, кожи выделывал кожевник, овечьи кожи выделывал овчинник, хозяин мельницы был мельник. В крестьянских семьях обычно было от 5 до 10 детей.
Чтобы заработать деньги крестьяне заключали договоры на заготовку леса, сами рубили и вывозили на своих лошадях, на берег Маны. Вязали плоты и весной сплавляли до реки Енисей. После организации колхозов на колхозы и единоличников спускались планы на заготовку леса. На реке Майна были построены бараки и конные дворы, накрытые соломой. Работали с понедельника до субботы. Для лошадей сено привозили с собой, в 1930–1931 году организовался леспромхоз. Единоличников на заготовках не стало.
В деревне Солонечно-Талой построили школу на четыре класса. Первый учебный год начинался в 1928 году. Учились дети, подростки и даже взрослые. Сначала был первый класс, потом второй. Год от году классов становилось больше. Учителей своих не было, так как народ был неграмотный. Учителей присылали из Красноярска. В этом же году, осенью в деревню с. Солонечно-Талое приехала учительница Александра Николаевна.
В 1928–1929 году из районного центра в село Партизанское, стала ездить бригада врачей – проводить медосмотры. Кого обнаружили больным –лечили. Детям стали делать прививки. Вскоре оспа прекратила свирепствовать. К 1935 году коварную болезнь ликвидировали.
В 1929 году началась коллективизация, наступил массовый террор, арестовывали и расстреливали ни за что.
С 1929 года начинается носильная коллективизация власти стали накладывать грабительские налоги. В деревню Солонечно-Талую, приехал уполномоченный, представитель рабочего класса города Ленинграда.

### 1930-е годы
В 1930 году ещё шла сплошная коллективизация, зима была в это время снежная и холодная. Температура колебалась от –35 до –42 градусов.
В 1932 году моленную закрыли, а позднее снесли. На пустом, месте поставили новую школу–десятилетку. К старой школе сделали пристройку из бывшей стайки, где открыли клуб. В доме открыли библиотеку. На улице, поставили два высоких столба, на которых закрепили репродуктор. Позднее, в школе провели радиоузел. Вечером, в зимний период, ходили слушать радио за небольшую плату. Радио работало на батареях, их покупали. Во вновь построенной школе был первый очаг культуры. Перед танцами парты ставились в один угол. При завершении торжества парты приобретали снова свои места.

## Интересные факты
18 июня 2010 года в деревенскую школу ударила шаровая молния. Ущерб оценивается в 100 тысяч рублей.

## Религия
В деревне Солонечно-Талое никогда не планировалось строительства Православной церкви.

## Дороги
Центральная дорога по деревни Солонечно-Талое отсыпана гравием. Гравийная дорога от с. Вершино-Рыбное до д. С-Талое, далее до станции Кравченко. А также гравийная дорога до деревни Аргаза. Грунтовые дороги наезженные.

## Транспорт
Только личный автотранспорт. От деревни С-Талое до станции Кравченко 2,3 км. До села Вершино-Рыбное - 7 км. До деревни Кожелак - 45 км, через д. Покровка.